# Шлюп (бойовий корабель)

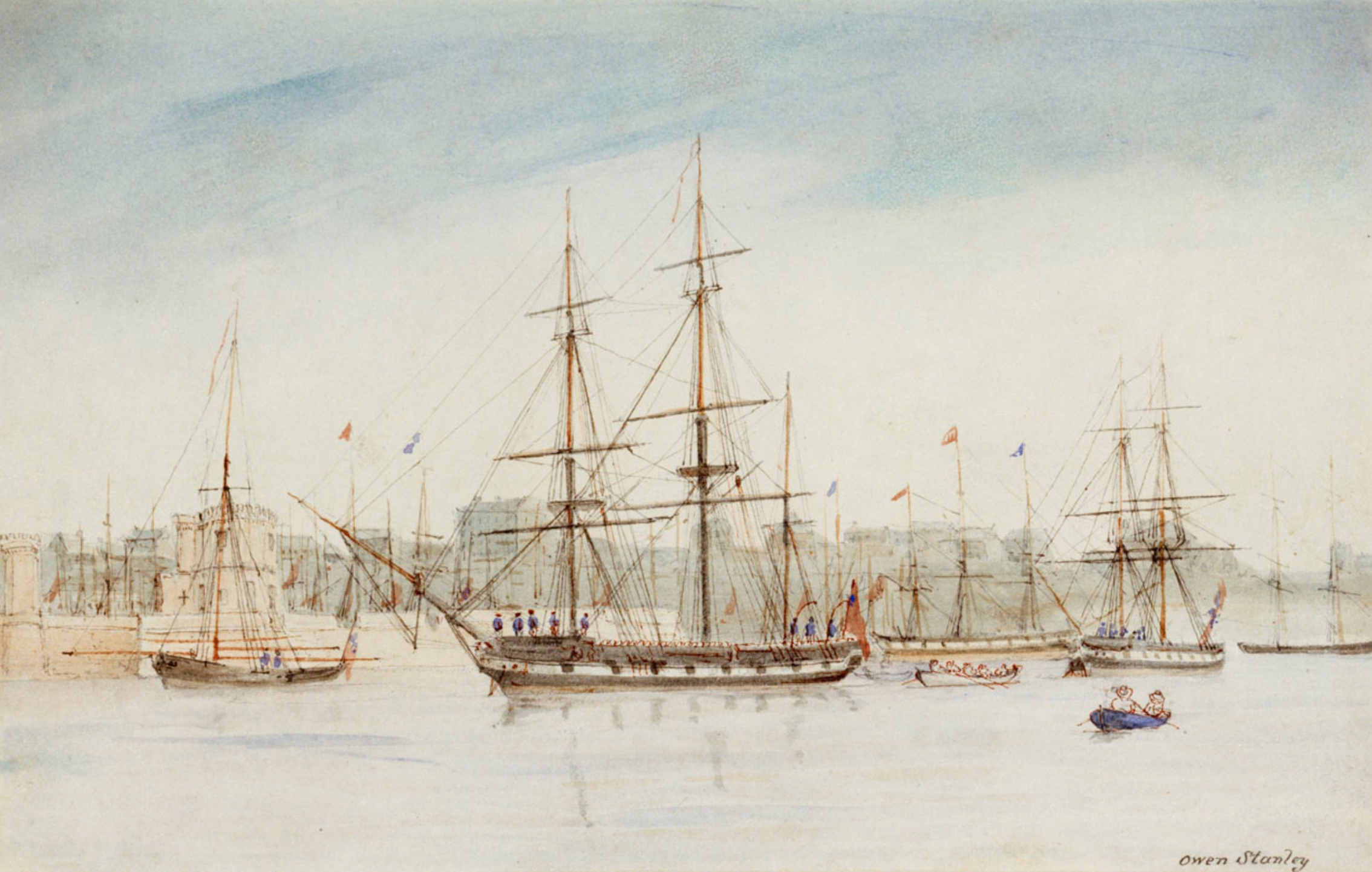
«Бігль» (в центрі) на акварелі Оуена Стенлі 1841 р. під час своєї третьої подорожі поблизу берегів Австралії.

Шлюп (англ. sloop) у Британському королівському флоті XVIII − середини XIX в — корабель, що не має рангу, з рейтингом «24-гарматний» або нижче, і тому що не вимагає командира в званні капітан (captain).
Визначення не було універсальне. За традицією, в нього не включалися сталі типи малих кораблів, наприклад тендер (англ. tender) або шхуна (англ. schooner).
У Королівському флоті у 20 столітті термін «шлюп» застосовувався також до кораблів протичовнової оборони, аналогічних за функціями до сучасних їм корветів та фрегатів. Ці кораблі не мали вітрил.

## Походження

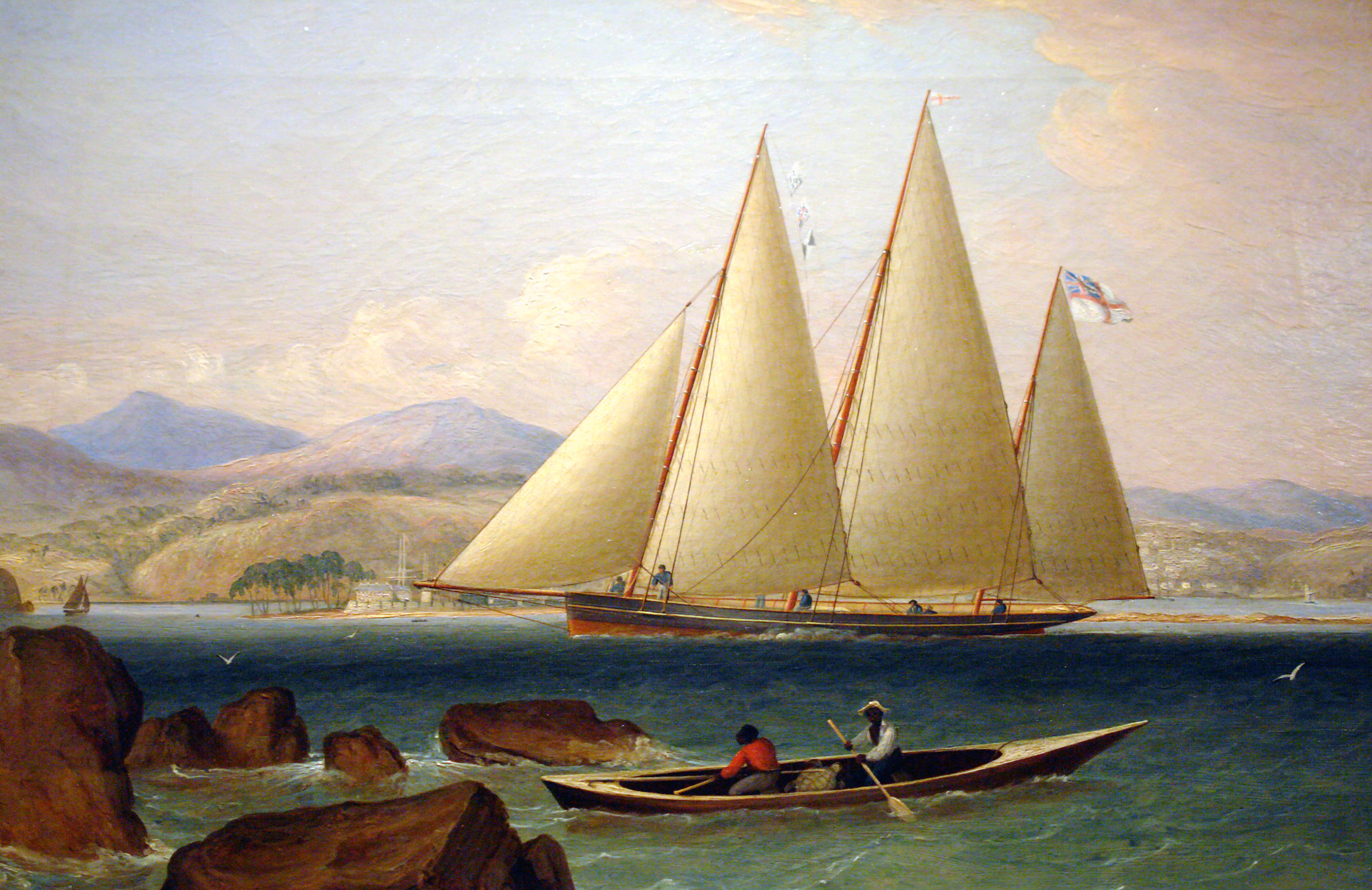
Бермудський трищогловий шлюп

Відсутність рангу у шлюпів пояснюється тим, що основою флоту вважалися лінійні кораблі, при допоміжній ролі фрегатів. Усі інші сили розглядалися лише як другорядні, і уваги їх розвитку приділялося мало. Часто (але не завжди) їх зазначали загальним терміном англ. sloop-of-war.
Така класифікація була дуже розпливчата, що і відбилося на практиці. До шлюпів часом відносили як спеціально побудовані кораблі, так і мобілізовані судна, захоплені призи і ін., що підходили під визначення. Відповідно, в ходу були ряд уточнювальних термінів, з яких жоден не був цілком строгим: корабель-шлюп (англ. ship-sloop), бриг-шлюп (англ. brig-sloop, brig-of-war), озброєний бриг (англ. gun-brig), корабель-бомбардир (англ. bomb) тощо.
Британські шлюпи епохи вітрила відрізнялися один від одного розмірами, числом щогл, вітрильним озброєнням, артилерією і чисельністю команд. Найбільші були мініатюрними 20-24-гарматними фрегатами з трищогловим прямим озброєнням, мали батарейну палубу, напівбак і шканці. Найменші були просто озброєними ботами з однією щоглою, 1-4 гарматами або фальконетами. На відміну від більших кораблів, шлюпи могли мати і весла.
Серед шлюпів у британській службі попадалися шняви (англ. snow), бретонські люгери (англ. lugger), середземноморські шебеки (англ. xebec), і навіть арабські дау (англ. dhow). Траплялися навіть берегові споруди, внесені в списки флоту як шлюпи. Більшість же складали гладкопалубні шлюпи з батареєю на верхній палубі, з трищогловим озброєнням фрегата (у французькому флоті їх аналогом були корвети) або бриги.

## Французькі революційні і наполеонівські війни
|      | Гладкопалубні | Гладкопалубні           | Півбакові | Півбакові               |
| Рік  | В строю       | В ремонті або в резерві | В строю   | В ремонті або в резерві |
| ---- | ------------- | ----------------------- | --------- | ----------------------- |
| 1794 | 0             | 0                       | 32        | 1                       |
| 1797 | 10            | 0                       | 43        | 2                       |
| 1799 | 23            | 0                       | 38        | 0                       |
| 1801 | 22            | 3                       | 34        | 0                       |
| 1804 | 37            | 0                       | 19        | 2                       |
| 1808 | 27            | 7                       | 49        | 3                       |
| 1810 | 19            | 2                       | 54        | 2                       |
| 1812 | 12            | 1                       | 50        | 1                       |
| 1814 | 9             | 1                       | 43        | 1                       |

Приведена динаміка чисельності відповідає змінам у пріоритетах Британського Адміралтейства. До 1805 року основними завданнями були генеральна битва лінійних кораблів (для яких шлюпи, через хронічну нестачу фрегатів, часто вели розвідку) і захист від вторгнення через Ла-Манш (знищення десантних засобів і їхнє прикриття). Ці наступальні завдання вимагали швидкохідних і маневрених кораблів.
Відповідно, число швидких, здатних на гострі курси гладкопалубних шлюпів стало рости.
До кінця 1805 року лінійні флоту супротивників Британії були витіснені з морів або знищені. На перший план все більше виступають «другорядні» завдання флоту: блокада, захист торгівлі, захист свого узбережжя, конвої, патрульна і посильна служба. Для цього краще підходили сильніше озброєні, більше морехідні, хоча і повільніші, важчі і увалисті трищоглові шлюпи напівбачного типу.
Зниження їх чисельності в 1801−1804 рр. пояснюється пріоритетом гладкопалубного типу, а також загальним скороченням флоту в результаті Ам'єнського миру 1802 р.
З ростом Британської імперії до цих завдань додаються дослідження, гідрографічна служба, підтримка віддалених баз. Значення легких сил, особливо шлюпів, ще зростає. Потреба в них перевищує можливості кораблебудування і людські ресурси. Характерно, що саме розвитком шлюпів викликано введення у Британському флоті звання командер (англ. Commander, повністю — англ. Master and Commander), проміжного між капітаном і лейтенантом.
Англо-американська морська війна 1812 року ще більше загострила цю тенденцію.

## Перехідний період
1817 року було переглянуто британську систему рейтингів по числу гармат. Визначення шлюпа, отже, усе більш розмивалося.
З кінця Наполеонівських воєн шлюпи починають проникати у флоти інших країн. Одночасно, Британія починає для тих же цілей будувати і інші класи, наприклад такий типово французький, як корвет.
За межами Англії типовий шлюп — це трищогловий корабель другої половини XVIII — початку XIX століть з прямим вітрильним озброєнням. Водотоннажність до 900 т. озброєння 10 − 28 гармат. У російському флоті використовувався для дозорної і посильної служб і як транспортне та експедиційне судно.
Починаючи з 1820-х років, з'являються вітрильно-парові шлюпи. Озброєння їх відходить від стандартного для століття вітрила. Зустрічаються варіанти з гарматами старого зразка числом 30 і більше, або з малим числом нарізних гармат великого калібру.
З переходом на повністю паровий флот клас шлюпів відмирає до початку Першої світової війни.

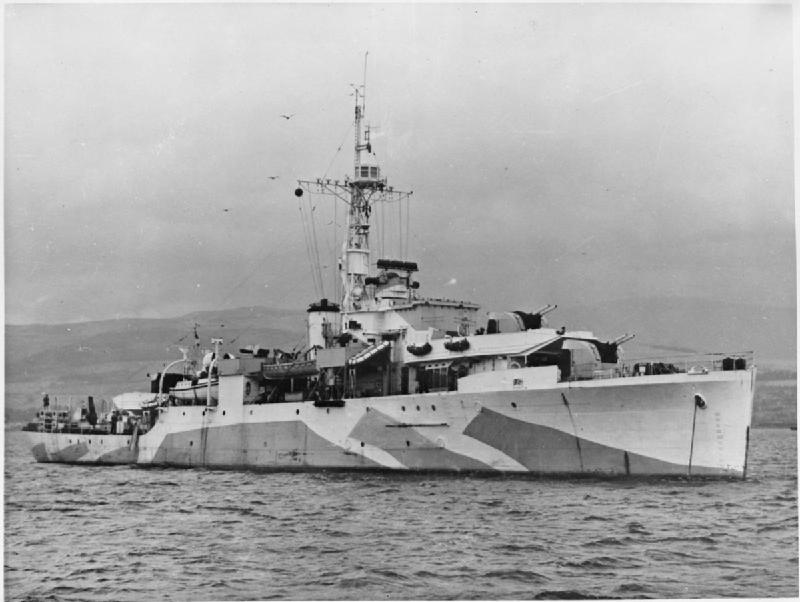
Шлюп «Аметист» під час Другої світової війни. На час участі в інциденті на Янцзи 1949 корабель вже класифікували як «фрегат».

## Шлюпи XX століття
У Королівському флоті термін «шлюп» застосовувався також до військових кораблів, які будували для захисту конвоїв, насамперед від атак підводних човнів у Першу та у Другу світову війну. Вони не призначалися для бойових дій у складі ескадри. Після завершення Першої світової війни шлюпи Королівського флоту стали класифікувати як корвети. Більші шлюпи, які будували з 1939, класифікували після 1945 як фрегати.

## Найвідоміші шлюпи

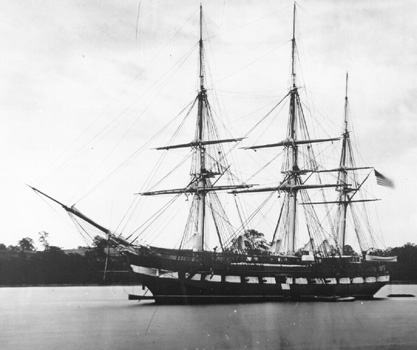
USS Constellation

- Греція — Картеріа (Καρτερία), перший пароплав, застосований у бою.
- Велика Британія — «Бігль» (HMS Beagle).
- «Аметист» — головний учасник інциденту на Янцзи
- США — «Констеллейшн[en]» (Constellation). Один з довгожителів епохи вітрила. Перебудований в шлюп 1854 року з фрегата 1797 року побудови. За іншими даними, закладений 1853 року, названий на честь фрегата 1797 року побудови.[8] Виконував дипломатичні місії (1854 − 1858), припинення работоргівлі (1859 − 1861), морську блокаду південних штатів в час Американської Громадянської війни, інші завдання. З 1894 р. навчальний корабель. Числився в списках флоту до 1955 року. Зберігся досі (початок XXI ст.)
- Росія — «Восток», «Мирний»